# Purpendicular
Purpendicular è il quindicesimo album in studio della band hard rock britannica Deep Purple pubblicato nel 1996.
Ha raggiunto la terza posizione in Svezia e la nona in Finlandia.

## Storia
Ritchie Blackmore, per questioni personali verso Ian Gillan, decide di lasciare definitivamente la band già prima di concludere il tour dal nome Come Hell & High Water (costringendo i Deep Purple a sostituirlo con Joe Satriani per concludere le date in programma). Dopo numerose audizioni, il gruppo sceglie come chitarrista Steve Morse (già noto per aver suonato nei Dixie Dregs e nei Kansas).
Morse si integra bene nel gruppo e viene pubblicato un nuovo album, Purpendicular, che riscuote grande successo grazie a brani come Ted the Mechanic, Sometimes I Feel Like Screaming e Hey Cisco, entrate poi a far parte del repertorio fisso della band.
Nel 1997 viene pubblicato Live at the Olympia 96, registrato a Parigi il 17 giugno 1996 ed è il primo album dal vivo senza Ritchie Blackmore; il disco contiene, oltre i vecchi successi, alcuni brani dal vivo dell'album Purpendicular. 

## Copertina
La copertina dallo sfondo viola-scuro ritrae due linee in perpendicolare che formano un angolo di 90 gradi.

## Tracce
Testi e musiche di Ian Gillan, Ian Paice, Jon Lord, Roger Glover e Steve Morse.
1. Vavoom: Ted the Mechanic - 4:17
2. Loosen My Strings - 5:59
3. Soon Forgotten - 4:47
4. Sometimes I Feel Like Screaming - 7:31
5. Cascades: I'm Not Your Lover - 4:43
6. The Aviator - 5:20
7. Rosa's Cantina - 5:12
8. A Castle Full of Rascals - 5:11
9. A Touch Away - 4:36
10. Hey Cisco - 5:53
11. Somebody Stole My Guitar - 4:09
12. The Purpendicular Waltz - 4:43

bonus track
1. Don't Hold Your Breath - 4:39 (bonus track edizione giapponese ed expanded edition)
2. Sometimes I Feel Like Screaming (Single Edit) - 7:33 (bonus track expanded edition)

## Formazione
- Ian Gillan - voce
- Roger Glover - basso
- Jon Lord - tastiere
- Steve Morse - chitarra
- Ian Paice - batteria